# 10號州際公路
10号州际公路（英語：Interstate 10，简称I-10）是美国州际公路系统的一部份。西起加利福尼亚州圣塔莫尼卡太平洋岸，东在佛罗里达州杰克逊维尔与95号州际公路交汇。全长2,460.34英里（3,959.53），是美国第四长的州际公路，仅次于90号州际公路、80号州际公路及40号州际公路。此州际公路是最初规划的州际公路网的一部分，于1956年开始进行铺设，其最后一段于1990年竣工。
10号州际公路从位于加利福尼亚州圣莫尼卡的太平洋沿岸延伸至佛罗里达州杰克逊维尔的95号州际公路，途径洛杉矶、凤凰城、图森、拉斯克鲁塞斯、埃尔帕索、圣安东尼奥、休斯顿、巴吞鲁日、新奥尔良、格尔夫波特、莫比尔、塔拉哈西和杰克逊维尔等城市。其总长的三分之一左右位于德克萨斯州境内，高速公路的最寬處在此州橫跨。

## 路线描述
|              | 英里     | 千米     |
| ------------ | -------- | -------- |
| 加利福尼亚州 | 242.54   | 390.33   |
| 亚利桑那州   | 392.33   | 631.39   |
| 新墨西哥州   | 164.27   | 264.37   |
| 德克萨斯州   | 881.00   | 1,417.83 |
| 路易斯安那州 | 274.42   | 441.64   |
| 密西西比州   | 77.19    | 124.23   |
| 阿拉巴马州   | 66.31    | 106.72   |
| 佛罗里达州   | 362.26   | 583.00   |
| 总计         | 2,460.34 | 3,959.53 |

### 加利福尼亚段

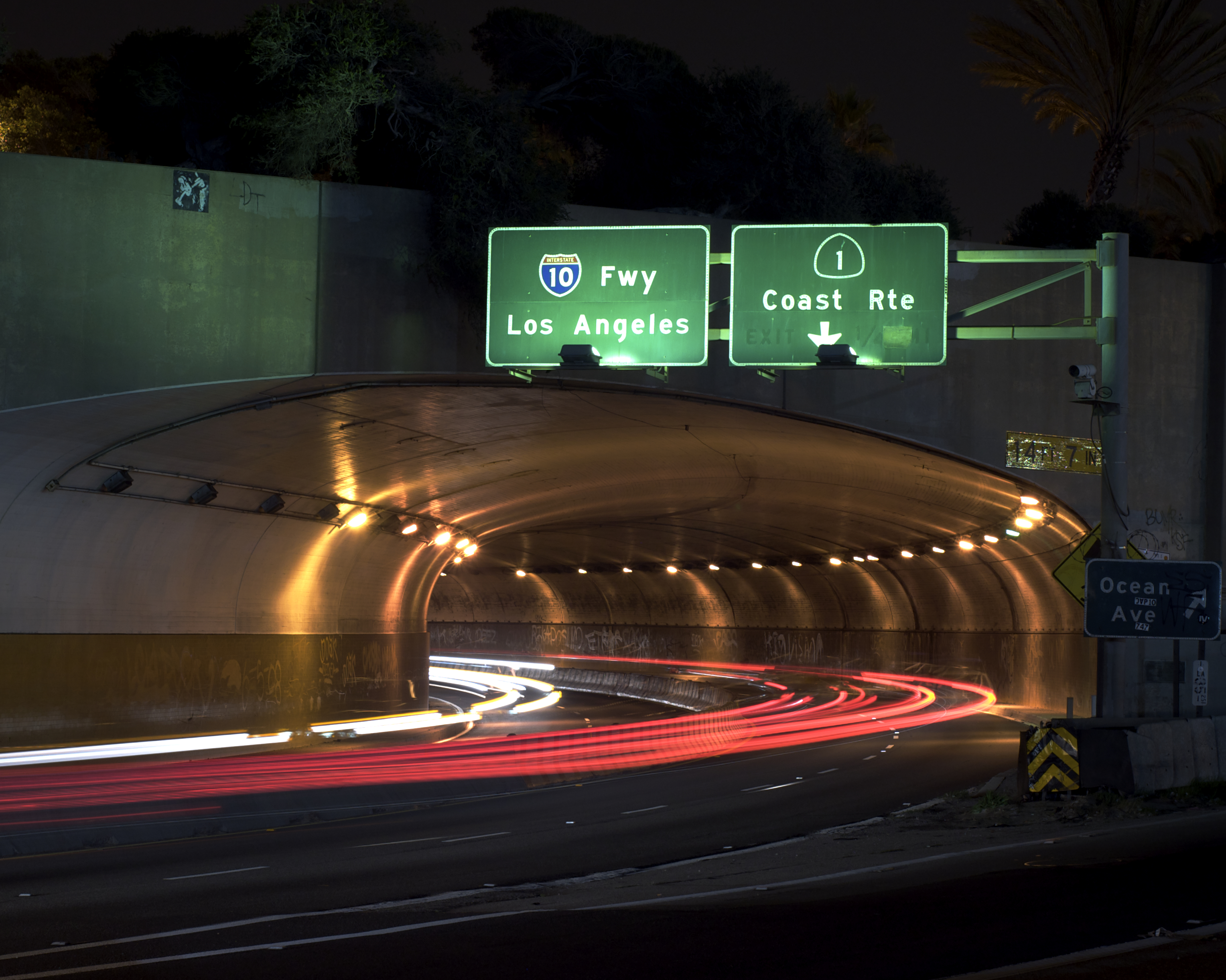
10号州际公路圣莫尼卡段麦克卢尔隧道西端

10号州际公路在加州圣莫尼卡西端与东洛杉矶交流道之间的路段，被称之为圣莫尼卡高速公路。圣莫尼卡高速公路从405号州际公路（圣地亚哥开始，到110号州际公路和110号加利福尼亚州州道（海港高速公路）结束。此外，这一段路程亦被称为罗莎·帕克斯高速公路。在东洛杉矶交流道和圣贝纳迪诺之间的路段，长63英里（101），被称为圣贝纳迪诺高速公路。此外，10号州际公路还有其他的称呼。譬如，在圣莫尼卡的公路西端终点站的附近有一个标志，显示这条公路是克里斯托弗·哥伦布横贯大陆公路。
10号州际公路被小部分人称之为退伍军人纪念公路，亦是蓝星纪念公路的其中之一。在棕榈泉，I-10也被称之为桑尼·博诺纪念高速公路，以纪念这位曾担任棕榈泉市市长以及美国众议院议员的已故艺人。此外，在印迪奥向东不远处的另一段公路被称之为琼·麦卡罗尔医生纪念公路。

### 亚利桑那段

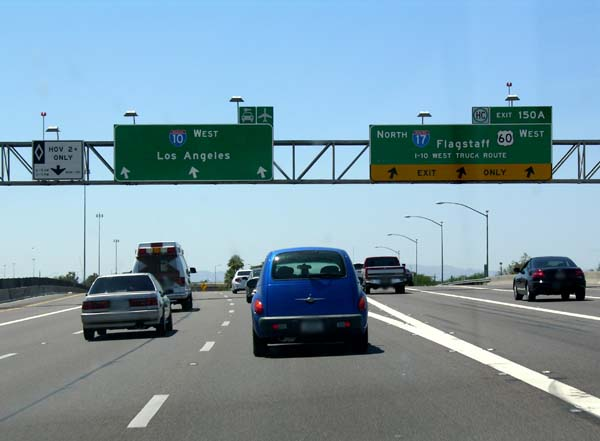
位于凤凰城的I-17公路终点与I-10公路的交界处

在亚利桑那州，该公路被命名为珍珠港纪念公路。此外，在凤凰城的部分路段被命名为帕帕戈高速公路，它是凤凰城大都市高速公路系统的重要组成部分之一。这一路段以101环道为起点，在第99大道附近向东直至市中心东南部的交汇处，是17号州际公路的终点站。
在巴克艾附近，州际公路从标记112.2至110.8英里处每隔0.2英里就有一个里程标牌，且西行车道上有关于州际公路以及行驶方向的标牌，不过在东行道上并没有。
从17号州际公路的南端终点与202环道的南端终点之间的路段被称之为马里科帕高速公路，此外，I-17其南端终点与巴克耶路以南的杜亚戈弯道之间的路段亦属于马里科帕高速公路的一部分。从202环路以南与位于卡萨格兰德东南部的8号州际公路的东端终点之间，该公路被称之为珍珠港纪念公路。亚利桑那州交通局亦有地图显示其为马里科帕高速公路，而美国汽车协会与其他资料则显示其为皮马高速公路。后者的名称亦被用于101环路、202环路到17号公路之间的一段路程。
在凤凰城的17号州际公路与图森的19号州际公路的交汇处之间，I-10被联邦政府确定为是北美通道的一部分，从墨西哥城延伸至加拿大艾伯塔省的埃德蒙顿。
在图森，I-10的259和260英里里程标之间是连接其与I-19北端终点的交汇匝道。
I-10公路的最高海拔位于图森以东、威尔科克斯以西20英里（32）的地区。同时，在Amerind基金会以及博物馆的320英里（510）标牌的出口处，I-10公路的西侧行车道短暂地越过海拔5,000英尺（1,500）以上的地带。

### 新墨西哥段

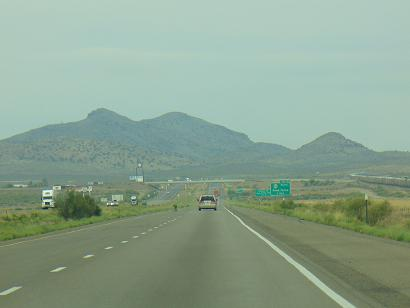
位于新墨西哥州洛兹堡的70号美国国道与I-10公路交界处的图像

在新墨西哥州，I-10公路大部分沿80号美国国道的路径穿越该州，尽管在新墨西哥州西部的靴跟地区以及唐娜安娜县，旧80号美国国道的主要部分被其它公路所绕过。I-10在其与25号美国国道的交流道之间，经过了新墨西哥州南部三个主要城市，分别为洛兹堡、德明和拉斯克鲁塞斯。I-10公路新墨西哥州段的大部分路段在其24号出口与135号出口之间，与70号美国国道并行。
位于洛兹堡的I-10公路是其与美国70号公路西端的交接处，亦是一个并发点。这两条公路一直连接到拉斯克鲁塞斯、洛兹堡以及德明之间的几个公路出口或是诸如斯皮尔、昆西以及盖奇这样的城镇地区。
在德明，I-10公路是其与180号美国国道西端的交接处，它亦为一个并发点，直至埃尔帕索。在美国180号国道德明段以北One英里（1.6）处是其与新墨西哥26号州立公路的交界处，它是通往25号州际公路以及阿布奎基的捷径。
I-10/US 70/US 180继续向东延伸至拉斯克鲁塞斯。同时，这里亦是25号州际公路的南端。在70号美国国道不再与I-10（在其与I-25交界处之前）并行时，其会朝阿拉莫戈多的方向行进，途径拉斯克鲁塞斯的北侧。其在新墨西哥州立大学校园南部与I-25的交流道则途径拉斯克鲁塞斯的南侧。I-10/US180行进至其与I-25的交流道时，亦会穿过85号美国国道。之后，I-10/US85/US180会向新墨西哥州与德克萨斯州边界的方向行进，在穿越安东尼后进入德克萨斯州。

### 德克萨斯段

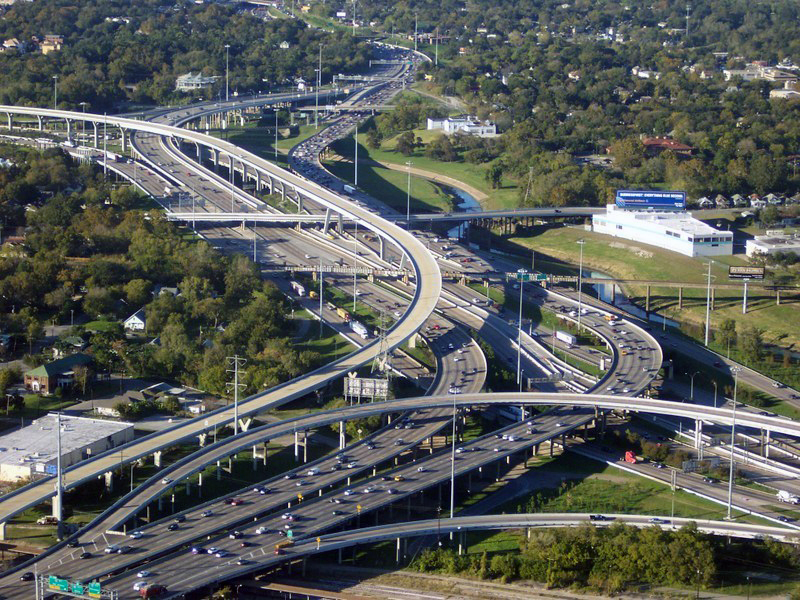
I-45与I-10紧邻休斯顿下城

从德克萨斯州与新墨西哥州的州界（位于安东尼）到埃尔帕索西部地区的20号州际公路，I-10公路沿其向东行进（实际上是向南行驶）的车道与南沙漠的车道接壤（向北行驶）。虽然I-10公路在9英里（14）内并没有临近道路，但在休斯顿下城以东直至克林特的地区却有。在这一段路程中，东西行车道互为单行道。
20号州际公路的西端终点与10号州际公路在佩科斯西南约41英里处的斯克罗金斯拉相交接。
I-10公路位于1604号环路至圣安东尼奥市中心之间的路段被称之为西北高速公路或麦克德莫特高速公路，而从圣安东尼奥市中心到1604号环路东的另一路段则被称之为东高速公路或何塞·洛佩斯高速公路。在圣安东尼奥市中心，它与35号州际公路并行。但在整个城市西北部的大部分地区，它与87号美国国道并行，从康福特开始，再朝东行进离开该市。从圣安东尼奥开始，它沿着90号美国国道的路线行进，亦会与其并行。
I-10公路在位于休斯顿西郊的凯蒂到其市中心之间的路段被称为凯蒂高速公路。这一路段有多达26条车道（12条主车道、8条通道车道以及6条高速公路中间的HOT/HOV车道，不算通道转弯车道），同时是世界上最宽的高速公路之一。扩建此高速公路的空间是建立在旧密苏里-堪萨斯-德克萨斯铁路的基础之上的。位于休斯顿市中心以东的I-10路段被称为东高速公路，尽管由于大休斯敦地区最大的都市之一的贝敦的不断扩张，导致其通常被当地人称之为贝敦东高速公路。
在博蒙特，它被称为南10号州际公路。在其弯道直至内奇斯河的路段被称为东10号州际公路，这里亦是博蒙特与杰斐逊县东部地区的边界线。橙县就位于其的另一端。继续沿橙县行进，经过德克萨斯州最东端的奥兰治，随后进入路易斯安那州。

### 路易斯安那段

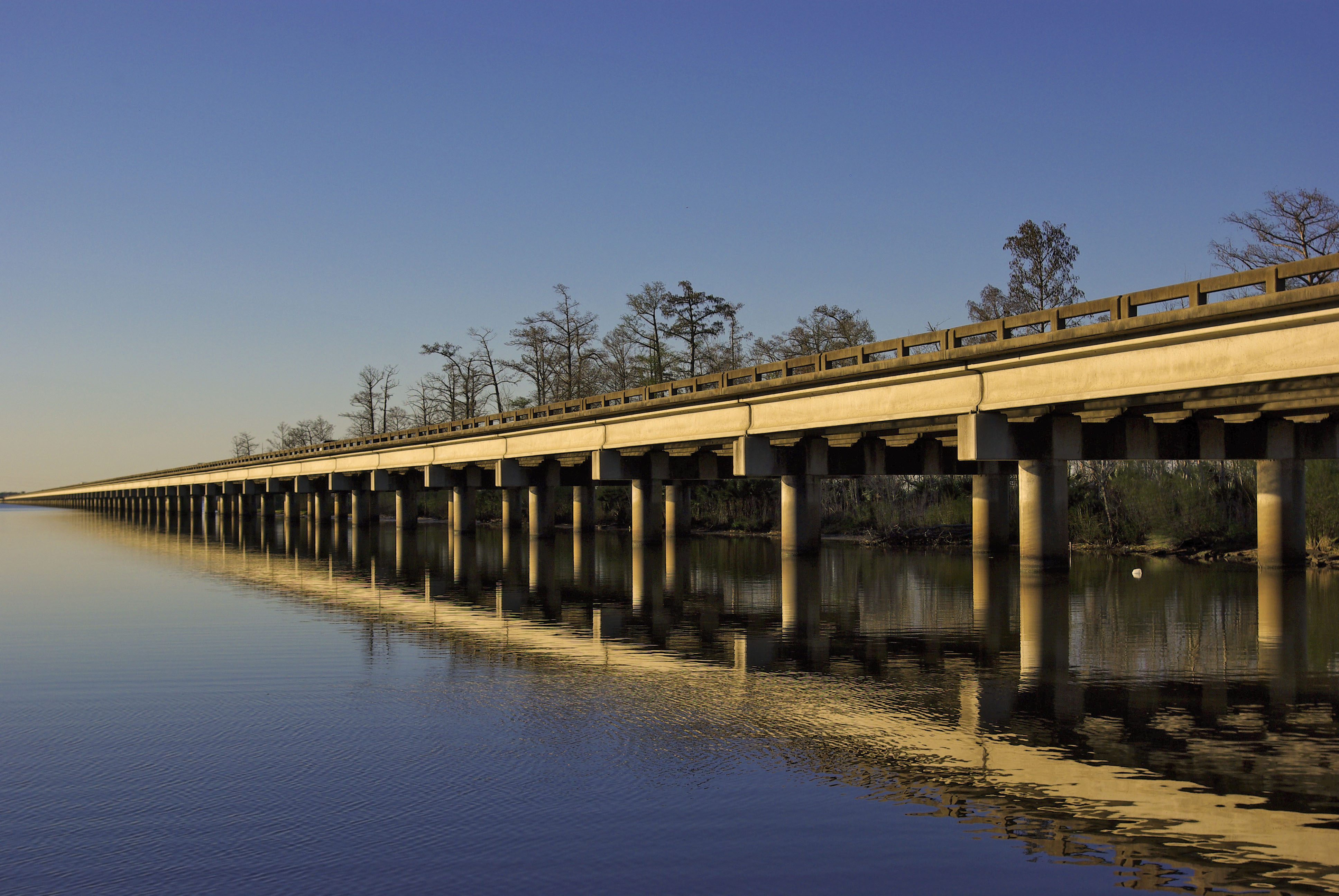
贯穿新奥尔良西部的10号州际公路横跨庞恰特雷恩湖的博内·卡雷泄洪道

在路易斯安那州的莱克查尔斯，10号州际公路有一条13英里（21）的分支，穿越该市的南部地区，被命名为210号州际公路路易斯安那州段。此外，在拉斐特，它与49号州际公路的南端终点相交接。随后向东行进，在拉斐特和巴吞鲁日之间有一段18英里（29）的高架路，被称之为阿查法拉亚沼泽高速公路，因为它跨越了阿查法拉亚河，同时通过阿查法拉亚盆地大桥，以及其邻近的沼泽地带。最后通过巴吞鲁日的霍勒斯·威尔金森大桥横跨密西西比河。位于巴吞鲁日的I-10东行道是此公路唯一一段单行道。横跨密西西比河之后，I-10东行线的两条车道与I-110南行线的两条车道合并为三条车道。此后又变为四车道以及I-10/I-12的分叉口。12号州际公路连接巴吞鲁日与斯莱德尔两座路州的重要城市，并从庞恰特雷恩湖以北方向绕过向新奥尔良以南方向行进的10号州际公路。从位于奥尔良-杰斐逊教区附近的I-10/I-610交流道直至90号美国国道/90号美国国道商务道的交流道之间的I-10路段被称之为庞恰特雷恩高速公路。此外，在I-10/I-610交流道附近有一个凹陷处，公路会在铁轨之下行进，这里亦是新奥尔良的最低点之一，极易发生洪水。在卡特里娜飓风期间，公路水深几十英尺的状况屡见不鲜。在斯莱德尔附近，I-10公路穿越密西西比州州界的路段被称之为史蒂文·安布罗斯纪念公路。

### 密西西比段
10号公路密西西比段位于其与路易斯安那州州界至其与阿拉巴马州州界之间，途径位于沿海地区的汉考克县、哈里森县、杰克逊县、格尔夫波特、比洛克西北部，以及帕斯卡古拉和贝圣路易斯北部。此外，它还经过美国宇航局斯坦尼斯航天中心的正南方。与90号美国国道路径大致平行。

### 阿拉巴马段

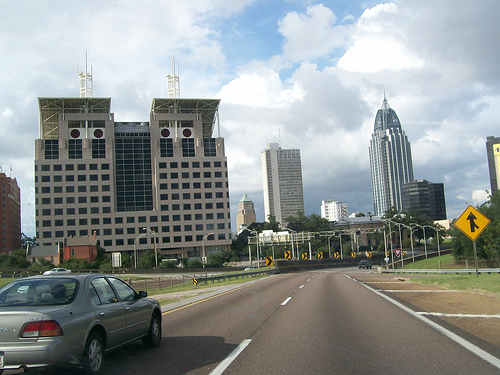
莫比尔市中心向东行驶的I-10公路，前方为乔治-华莱士隧道。

10号公路从密西西比州杰克逊县越过阿拉巴马州边界，途径位于阿拉巴马州西南部的莫比尔县。莫比尔市的I-10路段亦经过65号州际公路的南端终点。此外，在莫比尔市中心，I-10穿过位于莫比尔河之下的乔治·华莱士隧道，是为纪念曾三度担任阿拉巴马州州长的乔治·华莱士。亦是阿拉巴马州为数不多的公路隧道之一。
由于临近隧道时有一个由于接近隧道时有一个坡度急剧下降的弯道，导致其东行道限速达到每小时40英里（64）。此后，公路在长大约8英里（13）的朱比利公园大道上横穿莫比尔湾。这座大桥被当地人称为 "海湾大道"，与战舰公园大道紧密相连。通过莫比尔湾之后，公路途径鲍德温县的郊区，随后途径马尔比斯、洛士利。在横穿佩迪多河后进入佛罗里达。

### 佛罗里达段

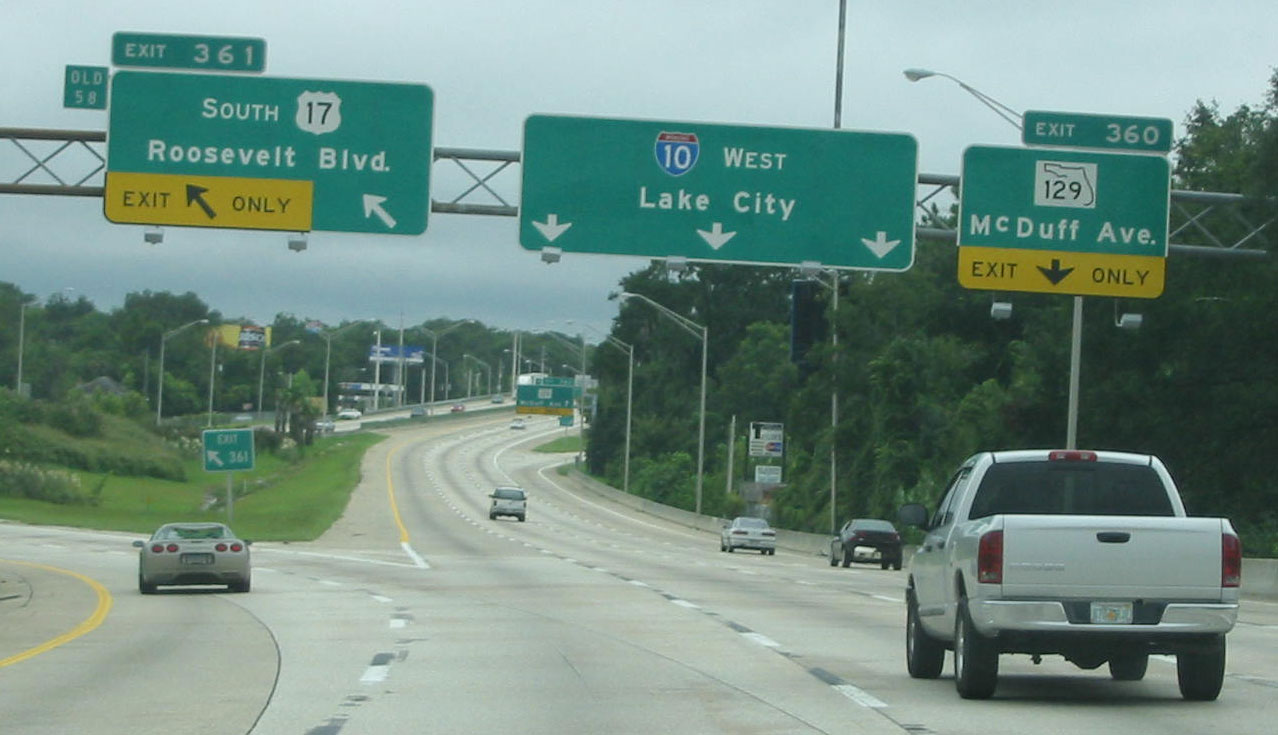
位于杰克逊维尔的I-10西侧行车道与17号美国国道南侧行车道的交汇处

I-10公路位于佛罗里达州的大部分路段会穿过该州一些人口较少的地区。其中，位于杰克逊维尔295号州际公路以西的I-10公路的大部分路段仅有四条车道。
与亚利桑那州的相同的是。在杰克逊维尔，I-10被命名为珍珠港纪念公路。此外，在佛罗里达州的大部分地区，I-10与8号州道重合，尽管并没有这样的标牌来证明。

## 历史

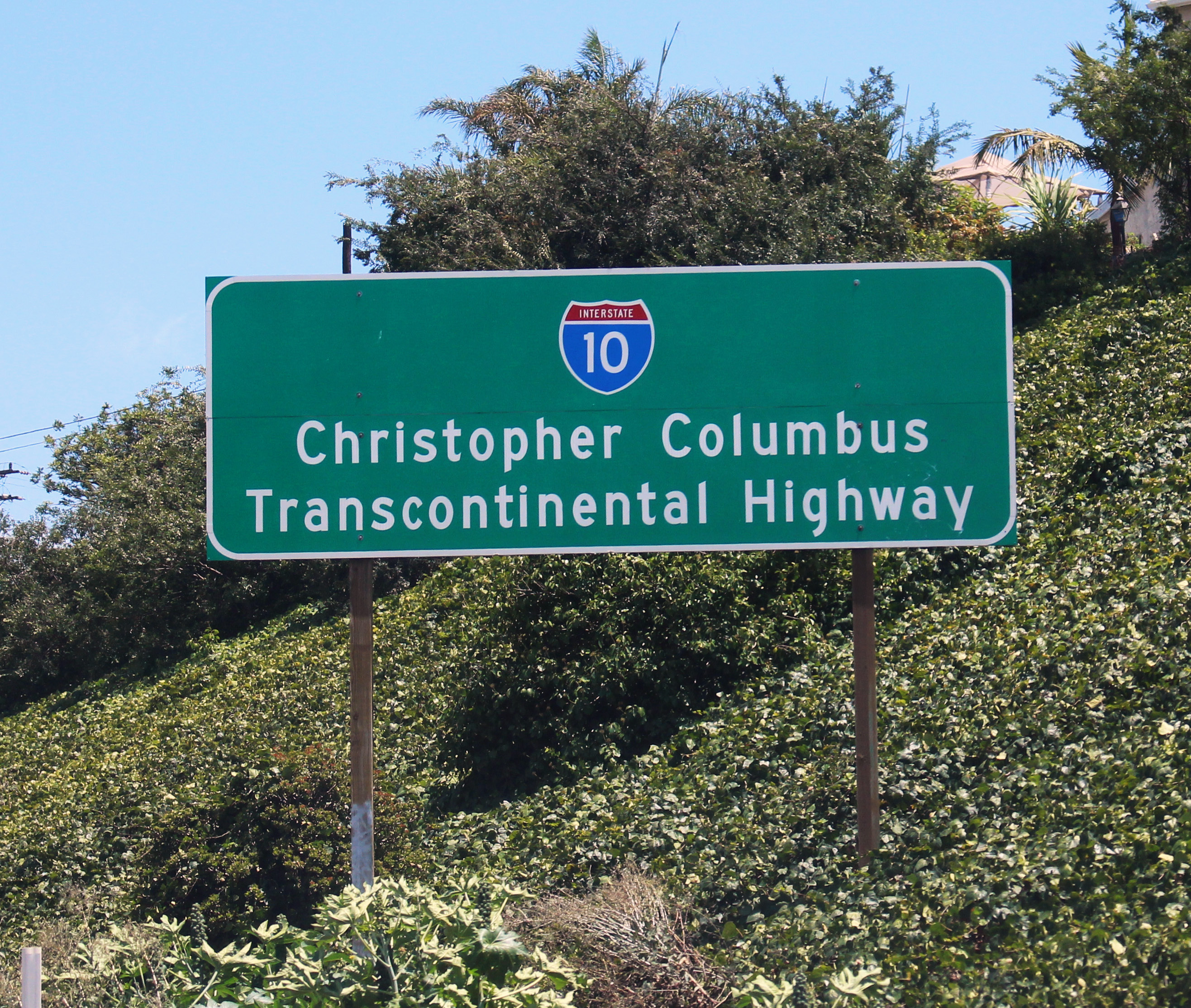
位于加利福尼亚州圣莫尼卡的一标志描述I-10州际公路是“横贯克里斯托弗·哥伦布大陆的公路”。

虽然这条高速公路早在1957年就已经建成通车，但整条线路最后竣工的路段是其在凤凰城与17号州际公路的交汇处（包括德克公园隧道）的帕帕戈高速公路，于1990年建成通车。
2000年代后期，10号州际公路进行了许多次拓宽。例如在2008年，I-10佛罗里达州彭萨科拉段由之前的3英里（4.8）被拓宽至六车道。在2009年6月，I-10公路佛罗里达州塔拉哈西段由之前的大约8英里（13）被拓宽至六车道（有些地方为八车道）。在亚利桑那州的图森，经过了为期三年的大规模改建，I-10位于王子路与第22街之间的路段的所有出口重新开放。从之前的六车道被拓宽至八车道，并同时建造了七座桥梁以及地下通道以应对拥堵问题。在2007年下半年至2009年，从卡萨格兰德的其与8号州际公路的交流道至马拉纳之间的I-10路段被拓宽至六车道。同样在亚利桑那州，2000年代末至2010年代初，I-10从巴克艾的维拉多路直至埃文代尔的路段被拓宽。并且在固特异段的埃斯特拉公园大道和亚利桑那州101号州道之间增加了一条高乘载车道。
I-10德克萨斯州路段曾经与I-15犹他州路段是全美限速最高的高速公路。I-10公路从克尔县到埃尔帕索县的路段的限速在1999年被德克萨斯州立法院提高至75英里每小時（121每小時），在2006年又提高至80英里每小時（130每小時）。但是夜间的最高限速仍为65英里每小時（105每小時），白天对卡车的限速为70英里每小時（110每小時）。2011年9月1日，夜间限速被取消，德克萨斯州的法定最高限速亦从之前的75英里/小时提高至80英里每小時（130每小時）。
早在20世纪90年代，佛罗里达州和阿拉巴马州政府就在考虑建立一个连接多森与I-10公路的通道，并于2008年发布了一条关于将此连接线升级为收费公路并加快建设以在五年内将其建成通车的建议。2012年，之前为建造该连接线预留的联邦资金被分配至其他项目。2014年，佛罗里达州为该项目的一项可行性研究进行招标工作。

### 历年事故
2015年8月27日至9月10日期间，凤凰城11起高速公路枪击案中有10起发生在I-10公路上。最后一起事件发生于9月10日的亚利桑那州立202号公路。
2019年3月，英国利物浦独立乐队Her's的两名队员的乘坐车辆在亚利桑那州萨洛姆附近的I-10公路上与其他车辆迎面相撞，导致两人与其经纪人当场身亡。